# Котови (пам'ятка природи)
Котови — ботанічна пам'ятка природи місцевого значення в Україні. Об'єкт природно-заповідного фонду Івано-Франківської області. 
Розташована в межах Спаської сільської громади Калуського району Івано-Франківської області, на північний схід від центраної частини села Липовиця.
Площа 5,3 га. Статус присвоєно згідно з рішенням облвиконкому від 16.09.1980 року № 335. Перебуває у віданні Липовецького лісництва (кв. 3, вид. 27).
Статус присвоєно для збереження місць зростання ялівцю звичайного.